# همت‌آباد (صالح‌آباد)
همت‌آباد روستایی در دهستان صالح‌آباد بخش صالح‌آباد شهرستان تربت جام استان خراسان رضوی ایران است.

## جمعیت
بر پایه سرشماری عمومی نفوس و مسکن در سال ۱۳۹۵ جمعیت این مکان ۴۸۰ نفر (۱۳۲خانوار) بوده‌است.